# CA Unicenter Autosys Job Management
 (septembre 2023).
 (septembre 2023).
 (septembre 2023).
Unicenter Autosys Job Management est un outil de traitement par lots de Computer Associates.